# Parti chrétien-social (Autriche)
Pour les articles homonymes, voir Parti chrétien-social et CSP.
Le Parti social-chrétien (en allemand : Christlichsoziale Partei, CS ou CSP) fut un parti politique autrichien catholique-conservateur des royaumes et pays représentés à la Diète d'Empire (Cisleithanie) au sein de l'Autriche-Hongrie et de la Première République autrichienne. Fondé en 1891 par Karl Lueger, il connaît une ascension foudroyante vers le rôle d'un des partis les plus importants de la double-monarchie. À l'époque de la Première République, il a participé à tous les gouvernements fédéraux et il est arrivé à la chancellerie plusieurs fois, pour que le parti puisse gouverner jusqu'à ce que ses représentants aient établi le régime austrofasciste en 1934. Il est alors fusionné avec le Front patriotique qui dure jusqu'à la fin de la seconde guerre mondiale.
Le parti est considéré comme un prédécesseur de l'actuel Parti populaire autrichien (ÖVP), créé en 1945.

## Président
| Nom                           | Période   |
| ----------------------------- | --------- |
| Karl Lueger                   | 1893–1910 |
| Prince Louis du Liechtenstein | 1910–1918 |
| Johann Nepomuk Hauser         | 1918–1920 |
| Ignaz Seipel                  | 1920–1930 |
| Carl Vaugoin                  | 1930–1933 |
| Otto Ender                    | 1933–1934 |
| Emmerich Czermak              | 1934      |

## Membres notables
- Walter Breisky
- Karl Buresch
- Engelbert Dollfuß
- Otto Ender
- Viktor Kienböck
- Karl Lueger
- Michael Mayr
- Hans Pernter
- Julius Raab
- Rudolf Ramek
- Richard Reisch
- Richard Schmitz
- Kurt von Schuschnigg
- Ignaz Seipel
- Fanny von Starhemberg
- Ernst Streeruwitz
- Josef Strobach
- Carl Vaugoin
- Richard Weiskirchner